# 勇者パーティーを追放された俺だが、俺から巣立ってくれたようで嬉しい。……なので大聖女、お前に追って来られては困るのだが?
『勇者パーティーを追放された俺だが、俺から巣立ってくれたようで嬉しい。……なので大聖女、お前に追って来られては困るのだが？』（ゆうしゃパーティーをついほうされたおれだが、おれからすだってくれたようでうれしい。……なのでだいせいじょ、おまえにおってこられてはこまるのだが？）は初枝れんげによる日本のライトノベルである。
元は「小説家になろう」で2020年8月7日から2023年10月3日まで連載されたオンライン小説で、2021年1月7日から2023年10月6日までSQEXノベル（スクウェア・エニックス）から書籍化刊行された。イラストは柴乃櫂人が担当。
メディアミックスとして、2021年8月31日よりくりもとぴんこによるコミカライズがガンガンONLINEアプリ版で開始されている。

## あらすじ
アリアケ・ミハマは全てのスキルが使える「真の賢者」で、勇者たちを影から支える存在であったが、「ユニーク・スキルを持たない無能」「無能の荷物持ち」のレッテルを貼られて勇者パーティから追放されてしまう。神から命ぜられた役目から解放されたアリアケは、田舎暮らしをしようとするも、勇者パーティーを抜けたという大聖女がやってきたり、街をモンスターの襲撃から救ったり、死にかけのドラゴンを助けたりしていくうちに、「英雄」と崇められるようになる。対極的に、アリアケのいなくなった勇者一行は低階層のダンジョンですら攻略できなくなってしまうほどまでに落ちぶれてしまう。

## 登場人物
アリアケ・ミハマ
本作の主人公。全てのスキルを使える「真の賢者」で、神の命で勇者パーティーを陰ながら支えてきたが、勇者パーティで無能扱いを受けて同パーティーを追放されてしまう。
コレット・デュープロイシス
1000年間幽閉されていたところを主人公のアリアケに救われてから彼に同行するようになった竜王ゲシュペント・ドラゴンの末姫。
アリシア・ルンデブルク
勇者ビビアとともにアリアケを追放した勇者パーティーの大聖女・国教の教皇。しかし、その後に、旅についてくるようになる。
セラ
エルフ長の兄を持つ温厚な性格のエルフ族の姫で、兄とともに急速に枯死が進んだエルフの森を救う手段を模索している。
ビビア・ハルノア
魔王討伐に一番近い存在とされている聖剣に選ばれた王国指定勇者で、パーティーの一員で幼馴染みのアリアケを追放した。

## 既刊一覧

### 小説
- 初枝れんげ（著）・柴乃櫂人（イラスト）『勇者パーティーを追放された俺だが、俺から巣立ってくれたようで嬉しい。……なので大聖女、お前に追って来られては困るのだが？』スクウェア・エニックス〈SQEXノベル〉、全7巻
  1. 2021年1月7日発売[7]、ISBN 978-4-7575-7027-6
  2. 2021年5月7日発売[8]、ISBN 978-4-7575-7249-2
  3. 2021年9月7日発売[9]、ISBN 978-4-7575-7461-8
  4. 2022年2月7日発売[10]、ISBN 978-4-7575-7731-2
  5. 2022年9月7日発売[11]、ISBN 978-4-7575-8129-6
  6. 2023年3月7日発売[12]、ISBN 978-4-7575-8458-7
  7. 2023年10月6日発売[13]、ISBN 978-4-7575-8776-2

### 漫画
- 初枝れんげ、柴乃櫂人（原作）、くりもとぴんこ（漫画）『勇者パーティーを追放された俺だが、俺から巣立ってくれたようで嬉しい。……なので大聖女、お前に追って来られては困るのだが？』スクウェア・エニックス〈ガンガンコミックスONLINE〉、既刊7巻（2025年3月12日現在）
  1. 2022年2月7日発売[14]、ISBN 978-4-7575-7730-5
  2. 2022年9月7日発売[15]、ISBN 978-4-7575-8128-9
  3. 2023年3月7日発売[16]、ISBN 978-4-7575-8456-3
  4. 2023年9月12日発売[17]、ISBN 978-4-7575-8790-8
  5. 2024年3月12日発売[18]、ISBN 978-4-7575-9097-7
  6. 2024年9月12日発売[19]、ISBN 978-4-7575-9414-2
  7. 2025年3月12日発売[20]、ISBN 978-4-7575-9737-2